# メーワーン郡
座標: 北緯18度36分45秒 東経98度46分30秒 / 北緯18.61250度 東経98.77500度
メーワーン郡（メーワーンぐん）はタイ北部・チエンマイ県にある郡（アムプー）である。

## 名称
メー・ワーンとはワーン川のことである。これは郡内を流れる川である。

## 歴史
1990年4月1日サンパートーン郡から4のタムボン、すなわちタムボン・バーンカート、タムボン・トゥンピー、タムボン・トゥンルワントーン、タムボン・メーウィンが分離しメーワーン分郡（キンアムプー）を形成した。1995年11月5日分郡から郡（アムプー）へ降格した。

## 地理
郡の中心地はワーン川が形成した盆地にあり、西を中心に西と南北を山岳地帯に囲まれている。郡内の主な河川はワーン川、カーン川などである。郡内には、メー・ワーン国立公園、オープカーン国立公園、ドーイ・インタノン国立公園が位置する。
交通は1013号線が東に延びておりサンパートーン方面と通じる。

## 経済
郡の主な産業は農業である。主な生産品はタマネギ、コメ、ロンガン、トウモロコシ、ダイズなどである。

## 行政区分
郡は5のタムボンに分かれ、さらにその下位に62の村（ムーバーン）がある。自治体（テーサバーン）があり以下のようになっている。
- テーサバーンタムボン・バーンカート・・・タムボン・バーンカート、タムボン・ドーンパオの一部

また、郡内には5のタムボン行政体（オンカーンボーリハーンスワンタムボン）が設置されている。
1. タムボン・バーンカート・・・ตำบลบ้านกาด
2. タムボン・トゥンピー・・・ตำบลทุ่งปี้
3. タムボン・トゥンルワントーン・・・ตำบลทุ่งรวงทอง
4. タムボン・メーウィン・・・ตำบลแม่วิน
5. タムボン・ドーンパオ・・・ตำบลดอนเปา